# 比尔·克内克特
比尔·克内克特（英語：Bill Knecht，1930年3月10日—1992年12月17日），美国男子赛艇运动员。他曾代表美国参加1960年和1964年夏季奥林匹克运动会赛艇比赛，其中1964年奥运会获得一枚金牌。